# Gymnosoma philippinense
Gymnosoma philippinense är en tvåvingeart som först beskrevs av Townsend 1928.  Gymnosoma philippinense ingår i släktet Gymnosoma och familjen parasitflugor. Inga underarter finns listade i Catalogue of Life.